# Ese soy yo
Ese soy yo es el nombre del álbum número 12 de la discografía de Emmanuel y el tercero para el sello Sony Music. Fue lanzado al mercado el 23 de junio de 1992. Los sencillos de este disco fueron «Ese soy yo», «Segundo a segundo», «Magdalena» y «Corazón».
Todas las canciones son escritas por Glenn Monroig (Excepto dónde se indica).

## Lista de canciones
1. Ese soy yo
2. Donde quiera
3. Segundo a segundo (Y ahora se me pasan)
4. Si no tienes amor
5. Dónde estará
6. Corazón
7. Cuando dije que adiós
8. Que vivan las mujeres
9. Una vez más (G. Monroig / F. Suarez)
10. Magdalena (Isidro / Emmanuel)

- Datos: Q5839538